# Grand Prix de la Banque
Le Grand Prix de la Banque (en néerlandais : Bankprijs), dit aussi Grand Prix de Roulers, est une ancienne course cycliste belge, organisée de 1947 à 1976 à Roulers (Roeselare) dans la province de Flandre-Occidentale. 

## Palmarès
| Année | Vainqueur              | Deuxième              | Troisième          |
| ----- | ---------------------- | --------------------- | ------------------ |
| 1947  | Achiel Buysse          | Julien Heernaert      | Edward Peeters     |
| 1952  | Emmanuel Thoma         | Omer Braeckeveldt     | Roger Desmet       |
| 1953  | René Mertens           | Henri Denys           | Julien Pascal      |
| 1954  | René Mertens           | Jozef Theuns          | Florent Rondelé    |
| 1955  | Jozef De Feyter        | René Mertens          | Lucien De Munster  |
| 1956  | Jean Brankart          | Jan Delin             | Wout Wagtmans      |
| 1957  | Rik Van Looy           | Jan Adriaensens       | Noël Foré          |
| 1958  | Robert De Pauw         | Albéric Schotte       | Julien Schepens    |
| 1959  | Roger Baens            | Rik Luyten            | Léopold Rosseel    |
| 1960  | Julien Schepens        | Albrecht Van Eckhoudt | Willy Truye        |
| 1961  | Noël Foré              | Yvo Molenaers         | Louis Proost       |
| 1962  | Frans Aerenhouts       | Armand Desmet         | Marcel Seynaeve    |
| 1963  | Frans Melckenbeeck     | Noël Foré             | Gilbert Desmet     |
| 1964  | Frans Melckenbeeck     | Arthur Decabooter     | Benoni Beheyt      |
| 1965  | Gustaaf De Smet        | Constant Jongen       | Camiel Vyncke      |
| 1966  | Edward Sels            | Gustaaf De Smet       | Palle Lykke        |
| 1968  | Walter Boucquet        | Raymond Steegmans     | Gustaaf De Smet    |
| 1969  | Eric Leman             | Eric De Vlaeminck     | Barry Hoban        |
| 1970  | André Dierickx         | Jean-Pierre Monseré   | Roger De Vlaeminck |
| 1971  | Patrick Sercu          | Noël Van Clooster     | Willy Planckaert   |
| 1973  | Freddy Maertens        | Walter Planckaert     | Théo van der Leeuw |
| 1974  | Albert Van Vlierberghe | Walter Planckaert     | Frans Verbeeck     |
| 1975  | Freddy Maertens        | Frans Verbeeck        | Marc Demeyer       |
| 1976  | Marc Demeyer           | Pol Verschuere        | Walter Planckaert  |